# Washington State Cougars football
La squadra di football dei Washington State Cougars rappresenta l'Università statale del Washington. I Cougars competono nella Football Bowl Subdivision (FBS) della National Collegiate Athletics Association (NCAA) e nella Pacific-12 Conference. La squadra è allenata da Jake Dickert. Gioca le sue gare interne al Martin Stadium di Pullman, Washington, e la sua rivalità principale è con i Washington Huskies, con le due squadre che si affrontano ogni anno al termine della stagione regolare nella cosiddetta “Apple Cup”.

## Titoli nazionali
La NCAA non riconosce alcun titolo nazionale per Washington State e l’istituto non ne rivendica nessuno. I Cougars hanno vinto un Rose Bowl nel 1916. La squadra del 1915 vinse tutte le sue partite e subì solamente 10 punti in tutta la stagione. Fu invitata alla partita con il nome di Tournament East-West, ora nota come Rose Bowl 1916, dove sconfisse la Brown University per 14–0. Questo fu il secondo Rose Bowl della storia, dopo il primo tenuto nel 1902, e da allora la gara si è disputata annualmente.
All’epoca non vi era un sistema per determinare il campione nazionale. I selettori maggiori riconosciuti dalla NCAA hanno assegnato retroattivamente quel titolo a Cornell, Minnesota, Oklahoma e Pittsburgh come campioni o co-campioni per la stagione di college football 1915.
L'arbitro del Rose Bowl Walter Eckersall, che arbitrò anche una partita di Cornell quella stagione, fu sentito dire: "[WSC] è uguale a Cornell. Non c’è una squadra di football migliore in tutta la nazione." L’Associated Press si riferì alla squadra di Washington State del 1915 come "mythical national champions" quando la squadra fece ritorno a Pullman per i festeggiamenti del 20º anniversario del 1935. Nel 2014 la Risoluzione 8715 del Senato dello Stato di Washington riconobbe la squadra come campione nazionae nel 99º anniversario di quella stagione. La risoluzione del Senato fu adottata alla presenza del capo-allenatore di WSU Mike Leach.
| Anno | Allenatore                | Selettore                        | Record | Bowl      | Avversario | Risultato |
| ---- | ------------------------- | -------------------------------- | ------ | --------- | ---------- | --------- |
| 1915 | William "Lone Star" Dietz | Senato dello Stato di Washington | 7–0    | Rose Bowl | Brown      | V 14–0    |

## Finalisti dell’Heisman Trophy
Otto giocatori dei Cougars sono terminati tra i primi dieci nelle votazioni dell’Heisman Trophy. Ryan Leaf è stato l'atleta a finire più in alto in classifica, terzo nel 1997.
| Stagione | Nome            | Ruolo | Pos. |
| -------- | --------------- | ----- | ---- |
| 1978     | Jack Thompson   | QB    | 9º   |
| 1984     | Rueben Mayes    | RB    | 10º  |
| 1988     | Timm Rosenbach  | QB    | 7º   |
| 1992     | Drew Bledsoe    | QB    | 8º   |
| 1997     | Ryan Leaf       | QB    | 3º   |
| 2002     | Jason Gesser    | QB    | 7º   |
| 2005     | Jerome Harrison | RB    | 9º   |
| 2018     | Gardner Minshew | QB    | 5º   |

### Membri della College Football Hall of Fame
Cinque giocatori e tre allenatori dell’istituto sono stati introdotti nella College Football Hall of Fame.
| Nome             | Ruolo  | Stagioni  | Anno | Note  |
| ---------------- | ------ | --------- | ---- | ----- |
| Mel Hein         | C      | 1929–1931 | 1954 |       |
| Turk Edwards     | T      | 1929–1931 | 1975 |       |
| Babe Hollingbery | Allen. | 1926–1942 | 1979 |       |
| Rueben Mayes     | RB     | 1982–1985 | 2008 |       |
| William Dietz    | Allen. | 1915–1917 | 2012 |       |
| Mike Utley       | G      | 1985–1988 | 2016 | [ 6 ] |
| Dennis Erickson  | Allen. | 1987–1988 | 2019 | [ 6 ] |
| Jason Hanson     | K      | 1988–1991 | 2020 | [ 7 ] |

### Pro Football Hall of Fame
Due giocatori dei Cougars sono stati introdotti nella Pro Football Hall of Fame.
| Giocatore    | Ruolo | Stagioni  | Squadre NFL         | Stagioni NFL | Anno |
| ------------ | ----- | --------- | ------------------- | ------------ | ---- |
| Mel Hein     | C     | 1927–1931 | New York Giants     | 1931–1945    | 1963 |
| Turk Edwards | T     | 1929–1931 | Washington Redskins | 1932–1940    | 1969 |

## Numeri ritirati
I Cougars hanno ritirato ufficialmente due numeri.
| N. | Giocatore     | Ruolo | Anni    | Note  |
| -- | ------------- | ----- | ------- | ----- |
| 7  | Mel Hein      | C     | 1927–31 | [ 9 ] |
| 14 | Jack Thompson | QB    | 1974–78 | [ 9 ] |

### Casi speciali
Questi numeri non sono stati ufficialmente ritirati ma non sono più stati assegnati ad alcun giocatore.
| N. | Giocatore    | Ruolo | Anni      | Note   |
| -- | ------------ | ----- | --------- | ------ |
| 11 | Drew Bledsoe | QB    | 1990–92   | [ 10 ] |
| 16 | Ryan Leaf    | QB    | 1994–97   | [ 10 ] |
| 91 | Leon Bender  | DT    | 1994–1997 | [ 10 ] |